# Lista de presidentes das Filipinas
Esta é a lista de presidentes das Filipinas, que de acordo com a Constituição das Filipinas de 1987, o presidente das Filipinas (filipino: pangulo ng Pilipinas) é tanto o chefe de estado quanto o chefe de governo, e serve como comandante em chefe das forças armadas do país. O presidente é eleito diretamente por sufrágio universal direto para um mandato de seis anos e deve ser "um cidadão natural das Filipinas, eleitor registrado, ser capaz de ler e escrever, ter pelo menos quarenta anos de idade no dia da eleição, e um residente das Filipinas por pelo menos dez anos imediatamente anteriores a tal eleição". Qualquer pessoa que tenha servido como presidente por mais de seis anos está impedida de elegibilidade. Em caso de renúncia ou destituição do cargo, o vice-presidente assume o cargo. Na língua filipina, o termo para se referir ao Presidente é Pangulo (cognato do malaio penghulu, que significa "líder", "chefe").

## Histórico
Emilio Aguinaldo tornou-se o primeiro presidente das Filipinas sob a República de Malolos, considerada a Primeira República das Filipinas. Ele ocupou esse cargo até 1901, quando foi capturado pelo exército dos Estados Unidos durante a Guerra Filipino-Americana (1899–1902). A ocupação americana das Filipinas aboliu a Primeira República, o que levou um governador-geral americano a exercer o poder executivo.
Em 1935, os Estados Unidos, de acordo com sua promessa de plena soberania filipina, estabeleceram a Comunidade das Filipinas após a ratificação da Constituição de 1935, que também restaurou a presidência. A primeira eleição presidencial nacional foi realizada, e Manuel Quezon (1935-1944) foi eleito para um mandato de seis anos, sem previsão de reeleição, como o segundo presidente filipino e o primeiro Presidente da Comunidade. Em 1940, no entanto, a Constituição foi alterada para permitir a reeleição, mas encurtou o mandato para quatro anos. Uma mudança de governo ocorreu três anos depois, quando a Segunda República das Filipinas foi organizada com a promulgação da Constituição de 1943, que o Japão impôs depois de ocupar as Filipinas em 1942 durante a Segunda Guerra Mundial. José P. Laurel atuou como presidente fantoche do novo governo patrocinado pelo Império do Japão; sua presidência de fato, não foi reconhecida legalmente até a década de 1960, já que na época o presidente da Comunidade foi para o exílio e instaurou um governo provisório exilado. A Segunda República foi dissolvida depois que o Japão se rendeu aos Aliados em 1945; a Comunidade foi restaurada nas Filipinas no mesmo ano com Sergio Osmeña (1944-1946) como presidente.
Manuel Roxas (1946-1948) seguiu Osmeña quando venceu a primeira eleição do pós-guerra em 1946. Ele se tornou o primeiro presidente das Filipinas independentes quando a Comunidade foi dissolvida em 4 de julho daquele ano. A Terceira República foi inaugurada e cobriria as administrações dos próximos cinco presidentes, o último dos quais foi Ferdinand Marcos (1965-1986), realizou um autogolpe impondo a lei marcial em 1972. A ditadura de Marcos viu o nascimento da Nova Sociedade (filipino: Bagong Lipunan) e da Quarta República. Seu mandato durou até 1986, quando foi deposto na Revolução do Poder Popular. A atual constituição entrou em vigor em 1987, marcando o início da Quinta República.
Dos indivíduos eleitos como presidente, três morreram em exercício: dois de causas naturais (Manuel L. Quezon e Manuel Roxas) e um em um acidente de avião (Ramon Magsaysay, 1953-1957). O presidente mais antigo é Ferdinand Marcos, com 20 anos e 57 dias de mandato; ele é o único presidente a ter servido mais de dois mandatos. O mais baixo é Sergio Osmeña, que ficou 1 ano e 300 dias no cargo.
Duas mulheres ocuparam o cargo: Corazon Aquino (1986–92), que ascendeu à presidência após a bem-sucedida Revolução do Poder Popular de 1986, e Gloria Macapagal-Arroyo (2001–10), que, como vice-presidente, ascendeu à presidência após A renúncia de Estrada e foi eleito para um mandato completo de seis anos em 2004.

## Lista de presidentes
| N.º                                                                        | Retrato                        | Nome                             | Início do Mandato              | Fim do Mandato                          | Vice-presidente                | Partido                             | Eleição                        |
| Primeira República (1898-1901)                                             | Primeira República (1898-1901) | Primeira República (1898-1901)   | Primeira República (1898-1901) | Primeira República (1898-1901)          | Primeira República (1898-1901) | Primeira República (1898-1901)      | Primeira República (1898-1901) |
| -------------------------------------------------------------------------- | ------------------------------ | -------------------------------- | ------------------------------ | --------------------------------------- | ------------------------------ | ----------------------------------- | ------------------------------ |
| 1                                                                          |                                | Emilio Aguinaldo (1869-1964)     | 23 de janeiro de 1899          | 23 de março de 1901                     | Nenhum                         | Independente                        | —                              |
| Ocupação Americana (1901-1935)                                             |                                |                                  |                                |                                         |                                |                                     |                                |
| Cargo abolido e substituído pelo governador-geral nomeado pelos americanos |                                |                                  |                                |                                         |                                |                                     |                                |
| Comunidade (1935-1946)                                                     |                                |                                  |                                |                                         |                                |                                     |                                |
| 2                                                                          |                                | Manuel Quezón (1878-1945)        | 15 de novembro de 1935         | 1.º de agosto de 1944 (Morreu no cargo) | Sergio Osmeña                  | Nacionalista                        | 1935                           |
| 2                                                                          | 1941                           | Manuel Quezón (1878-1945)        | 15 de novembro de 1935         | 1.º de agosto de 1944 (Morreu no cargo) | Sergio Osmeña                  | Nacionalista                        |                                |
| 4                                                                          |                                | Sergio Osmeña (1878-1961)        | 1.º de agosto de 1944          | 28 de maio de 1946                      | Vacante                        | Nacionalista                        | —                              |
| Segunda República (1943-1945)                                              |                                |                                  |                                |                                         |                                |                                     |                                |
| 3                                                                          |                                | José P. Laurel (1891-1959)       | 14 de outubro de 1943          | 17 de agosto de 1945                    | Nenhum                         | KALIBAPI                            | —                              |
| Terceira República (1946-1972)                                             |                                |                                  |                                |                                         |                                |                                     |                                |
| 5                                                                          |                                | Manuel Roxas (1892-1948)         | 28 de maio de 1946             | 15 de abril de (Morreu no cargo)        | Elpidio Quirino                | Liberal                             | 1946                           |
| 6                                                                          |                                | Elpidio Quirino (1890-1956)      | 17 de abril de 1948            | 30 de dezembro de 1953                  | Vacante                        | Liberal                             | —                              |
| 6                                                                          | Fernando López                 | Elpidio Quirino (1890-1956)      | 17 de abril de 1948            | 30 de dezembro de 1953                  | 1949                           | Liberal                             |                                |
| 7                                                                          |                                | Ramon Magsaysay (1907-1957)      | 30 de dezembro de 1953         | 17 de março de 1957 (Morreu no cargo)   | Carlos P. Garcia               | Nacionalista                        | 1953                           |
| 8                                                                          |                                | Carlos P. Garcia (1910-1997)     | 17 de março de 1957            | 30 de dezembro de 1961                  | Vacante                        | Nacionalista                        | —                              |
| 8                                                                          | Diosdado Macapagal             | Carlos P. Garcia (1910-1997)     | 17 de março de 1957            | 30 de dezembro de 1961                  | 1957                           | Nacionalista                        |                                |
| 9                                                                          |                                | Diosdado Macapagal (1910-1997)   | 30 de dezembro de 1961         | 30 de dezembro de 1965                  | Emmanuel Pelaez                | Liberal                             | 1961                           |
| 10                                                                         |                                | Ferdinand Marcos (1917-1989)     | 30 de dezembro de 1965         | 23 de setembro de 1972                  | Fernando López                 | Nacionalista                        | 1965                           |
| Quarta República (1972-1986)                                               |                                |                                  |                                |                                         |                                |                                     |                                |
| 10                                                                         |                                | Ferdinand Marcos (1917-1989)     | 23 de setembro de 1972         | 25 de fevereiro de 1986                 | —                              | KBL (Depois de 1978)                | 1981 1986                      |
| Quinta República (1985-presente)                                           |                                |                                  |                                |                                         |                                |                                     |                                |
| 11                                                                         |                                | Corazón Aquino (1933-2009)       | 25 de fevereiro de 1986        | 30 de junho de 1992                     | Salvador Laurel                | PDP-Laban/UNIDO                     | 1986                           |
| 12                                                                         |                                | Fidel V. Ramos (n.1928)          | 30 de junho de 1992            | 30 de junho de 1998                     | Joseph Estrada                 | Lakas                               | 1992                           |
| 13                                                                         |                                | Joseph Estrada (n.1937)          | 30 de junho de 1998            | 20 de janeiro de 2001 (Destítuido)      | Gloria Macapagal-Arroyo        | Laban ng Makabayang Masang Pilipino | 1998                           |
| 14                                                                         |                                | Gloria Macapagal-Arroyo (n.1947) | 20 de janeiro de 2001          | 30 de junho de 2010                     | Vacante                        | Lakas Kampi-CDM                     | —                              |
| 14                                                                         | Teofisto Guingona Jr.          | Gloria Macapagal-Arroyo (n.1947) | 20 de janeiro de 2001          | 30 de junho de 2010                     |                                | Lakas Kampi-CDM                     | —                              |
| 14                                                                         | Noli de Castro                 | Gloria Macapagal-Arroyo (n.1947) | 20 de janeiro de 2001          | 30 de junho de 2010                     | 2004                           | Lakas Kampi-CDM                     |                                |
| 15                                                                         |                                | Noynoy Aquino (1960-2021)        | 30 de junho de 2010            | 30 de junho de 2016                     | Jejomar Binay                  | Liberal                             | 2010                           |
| 16                                                                         |                                | Rodrigo Duterte (n.1945)         | 30 de junho de 2016            | 30 de junho de 2022                     | Leni Robredo                   | PDP-Laban                           | 2016                           |
| 17                                                                         |                                | Bongbong Marcos (n.1957)         | 30 de junho de 2022            | Presente                                | Sara Duterte                   | PFP                                 | 2022                           |